# (1980) Tezcatlipoca
(1980) Tezcatlipoca – planetoida z grupy Amora okrążająca Słońce w ciągu 2 lat i 87 dni w średniej odległości 1,71 j.a. Została odkryta 19 czerwca 1950 roku w Obserwatorium Palomar przez Alberta Wilsona i Åke Wallenquista. Nazwa planetoidy pochodzi od Tezcatlipoca, w wierzeniach Azteków i Tolteków boga zła, ciemności i zemsty. Przed nadaniem nazwy planetoida nosiła oznaczenie tymczasowe (1980) 1950 LA.